# La Publicité
Albums de Jacques Dutronc
J'aime les filles
(1967) Il est cinq heures, Paris s'éveille
(1968)
Singles de Jacques Dutronc
J'aime les filles
(1967) Il est cinq heures, Paris s'éveille
(1968)
La Publicité est une chanson du chanteur Jacques Dutronc sortie en octobre 1967.
Titre éponyme de son cinquième EP, la chanson apparait également sur son album Il est cinq heures.

## Chanson

### Thème
Les paroles de la chanson détourne plusieurs slogans publicitaires[Lesquelles ?] connus de l'époque.
Les paroles « Je suis le cactus de Pompidou » font référence à une déclaration de Georges Pompidou dans laquelle ce dernier avait cité la chanson Les Cactus de Dutronc à l'Assemblée nationale.

### Classement
| Classement (1968)                       | Meilleure place |
| --------------------------------------- | --------------- |
| Pays-Bas (Single Top 100)               | 7               |
| Belgique (Wallonie Ultratop 50 Singles) | 7               |

## EP

### Liste des pistes
Toutes les chansons sont composées par Jacques Dutronc, Jacques Lanzmann et Anne Segalen.

#### Face A
| No | Titre                  | Durée |
| -- | ---------------------- | ----- |
| 1. | La Publicité           | 02:19 |
| 2. | Les Rois de la réforme | 02:24 |

#### Face B
| No | Titre                 | Durée |
| -- | --------------------- | ----- |
| 1. | Le Plus Difficile     | 02:41 |
| 2. | Hippie Hippie Hourrah | 03:07 |

### Ventes
L'EP se vend à plus de 100 000 exemplaires.